# Corporación de la Reforma Agraria
La Corporación de la Reforma Agraria (CORA) fue una empresa estatal chilena, encargada de efectuar las acciones de subdivisión de la tierra, en el proceso conocido como Reforma agraria. Fue creada por el artículo 11 de la Ley de Reforma Agraria N° 15.020 de 1962, durante el gobierno de Jorge Alessandri, como sucesora de la Caja de Colonización Agrícola. Durante el gobierno de Eduardo Frei Montalva la reforma se amplió, mediante la Ley n.º 16.640 de 1967, que estableció nuevos parámetros de la CORA.
El 30 de abril de 1970 ocurrió el asesinato de Hernán Mery, jefe zonal de la CORA en Linares, cuando se disponía a ejecutar la expropiación del fundo «La Piedad»; Mery fue atacado por un campesino bajo las órdenes de Gabriel Benavente, dueño del fundo, quien se negó a acatar el fallo unánime de la Corte Suprema que determinó que la expropiación se ajustaba a derecho.
Cuando se inicia el gobierno de Salvador Allende en 1970, la CORA se traslada a Temuco para realizar un extenso plan de reforma agraria en la zona, que incluye la restitución de predios a comunidades mapuche. Este proceso estuvo marcado por un intenso movimiento de ocupaciones de predios conocido como el "Cautinazo".
Después del golpe de Estado del 11 de septiembre de 1973, la CORA pasa a ser el organismo que lidera la contra-reforma agraria, revirtiendo parte de las expropiaciones originales, particularmente en La Araucanía. La CORA fue finalmente disuelta el 12 de diciembre de 1978 mediante el Decreto Ley 2405. En su reemplazo fue creada la Oficina de Normalización Agraria (ODENA), que existió entre el 1 de enero y el 31 de diciembre de 1979, y que debía poner fin a los asuntos que aún estaban pendientes y en manos de la CORA.